# توماس بابتيست
توماس بابتيست (بالإنجليزية: Thomas Baptiste)‏ هو ممثل بريطاني، ولد في 1936.

## وصلات خارجية
- توماس بابتيست على موقع IMDb (الإنجليزية)
- توماس بابتيست على موقع ألو سيني (الفرنسية)
- توماس بابتيست على موقع أول موفي (الإنجليزية)
- توماس بابتيست على موقع قاعدة بيانات الأفلام السويدية (السويدية)
- توماس بابتيست على موقع قاعدة بيانات الفيلم (الإنجليزية)
- توماس بابتيست على موقع كينوبويسك (الروسية)